# Campylaspis macrosulcata
Campylaspis macrosulcata is een zeekommasoort uit de familie van de Nannastacidae. De wetenschappelijke naam van de soort is voor het eerst geldig gepubliceerd in 2012 door Gerken.